# 4 World Trade Center
O 4 World Trade Center, também conhecido por seu endereço 150 Greenwich Street, é um arranha-céu do complexo World Trade Center na cidade de Nova Iorque. Localizado no canto sudeste do complexo de 16 acre (6,48 ha), onde ficava o prédio original, que tinha nove andares. O arquiteto vencedor do Prêmio Pritzker, Fumihiko Maki, foi encarregado de projetar o edifício de 298 m de altura. O prédio abriga a sede da Autoridade Portuária de Nova Iorque e Nova Jérsei (PANYNJ).
A construção do edifício começou em janeiro de 2008, sendo aos ocupantes e ao público em 13 de novembro de 2013. Desde 2016, é o terceiro arranha-céu mais alto do novo World Trade Center, atrás do One e 3 World Trade Center. No entanto, espera-se que o 2 World Trade Center ultrapasse a altura de ambos os 3 WTC e 4 após sua conclusão. O edifício inclui 167.000 m2 de escritórios e lojas.

## Edifício original (1975–2001)
O 4 World Trade Center original era um prédio de escritórios baixo de 9 andares concluído em 1975, tinha 36 m de altura e ficava localizado no canto sudeste do local do World Trade Center. Os primeiros ocupantes se mudaram para o prédio em janeiro de 1977. Os principais ocupantes do edifício eram o Deutsche Bank (andares 4, 5 e 6) e o New York Board of Trade (andares 7, 8 e 9). O lado do prédio voltado para a Liberty Street abrigava a entrada do shopping no World Trade Center. Grande parte dos dois terços ao sul do edifício foi destruída, e o restante ao norte foi praticamente destruída como resultado do colapso da Torre Sul durante os ataques de 11 de setembro e seus destroços foram posteriormente demolidos para dar lugar à construção de dois novos arranha-céus: o 4 World Trade Center e o 3 World Trade Center. 4 O World Trade Center era o lar de cinco bolsas de commodities no que era na época um dos maiores pregões do mundo. Após a destruição do prédio durante os ataques terroristas, equipes de resgate explorando o porão do prédio, descobriram grandes quantidades de barras de ouro e prata no cofre; uma grande quantidade de moedas que havia sido armazenada no edifício pelo Banco da Nova Escócia foi comprada em 2002, quando a remoção dos destroços começou com a Lee S. Minshull da Califórnia, que então submeteu as moedas ao PCGS [en] para classificação; essas moedas tem rótulos exclusivos em seus suportes e, desde então, chegaram aos colecionadores.

## Edifício atual

### Construção
O lançamento da pedra fundamental ocorreu em 2008. Em novembro de 2010, três células de combustível PureCell foram entregues no World Trade Center, fornecendo juntas, cerca de 30% da energia consumida pela torre. A firma de engenharia estrutural do foi a Leslie E. Robertson Associates, da cidade de Nova Iorque. Robertson também foi o engenheiro-chefe das Torres Gêmeas durante a década de 1960.
Em 16 de fevereiro de 2012, um dos cabos do guindaste de construção do prédio quebrou enquanto levantava uma viga de aço, fazendo com que a peça caísse 40 andares do edifício, caindo em um caminhão. Não foram registrados feridos. A construção do prédio foi retomada após o acidente.
Em 25 de junho de 2012, a construção atingiu o tamanho máximo no andar 72. A colocação do aço e concreto foi concluída em 1 de junho de 2013, seguido pela remoção da cerca de segurança em setembro de 2013 e a abertura do edifício em 13 de novembro do mesmo ano. O custo de construção do 4 World Trade Center foi de 1,67 bilhão de dólares, financiado por fundos de seguros e títulos da liberdade. Os primeiros ocupantes do edifício foram duas agências governamentais, e em julho de 2015, o prédio estava 62% locado.

### Leiaute e ocupação
A parte acima do solo do edifício dedicada ao uso comercial (que consiste no andar térreo, os três andares imediatamente acima, bem como os dois andares subterrâneos), acomoda escritórios em duas formas distintas. Do 7º ao 46º andar, o espaço por andar é de 3.376 m2 no formato de um paralelogramo (projetado para refletir o formato do lote). Do 48º ao 63º andar, a área ocupada é de 2.600 m2 na forma de um trapézio, abrindo-se em direção à ponta da Ilha de Manhattan e também triangulada para ficar de frente para o One World Trade Center. A torre inclui cinco andares para operação mecânica. A New York Power Authority selecionou a UTC Power para fornecer 12 células de combustível PureCell Model 400, que serão usadas para fornecer eletricidade, água e calor. De acordo com o desenvolvedor, esse sistema figurará como uma das maiores instalações desse tipo no mundo.
A PANYNJ está sediada no 4 World Trade Center, alugando aproximadamente 55.813 m2 no edifício. A Autoridade Portuária estava anteriormente sediada no 1 World Trade Center, no World Trade Center original, antes de sua destruição. Posteriormente, a PANYNJ mudou-se para o 225 Park Avenue South em Midtown Manhattan, antes de retornar ao World Trade Center em 2015.
Os níveis mais baixos do edifício são usados por empresas de varejo, incluindo a Eataly, e conectados por meio de um "saguão de varejo e transporte" abaixo da estação World Trade Center da PATH e à estação WTC Cortlandt do metrô de Nova Iorque. A cidade de Nova Iorque também planeja arrendar 54.036,3 m2 de espaço ainda não ocupado no edifício. O Spotify anunciou em fevereiro de 2017 que alugaria os andares 62 a 72 para sua sede nos Estados Unidos. O anúncio de outro arrendamento pela empresa em julho, tornou o 4 World Trade Center totalmente ocupado. A SportsNet New York, operadora das transmissões televisivas do New York Mets, mudou sua sede do 1271 Avenue of the Americas para uma área de 7.700 m2 no 4 WTC. Os estúdios da SportsNet New York no 4 WTC também funcionam como o estúdio em Nova Iorque da NFL Network, apresentando seu programa matinal Good Morning Football. Os elevadores do prédio são fornecidos pela Schindler e são os segundos mais rápidos da América do Norte, atingindo até uma velocidade de até 9 m/s.

## Galeria

4 WTC nas plantas da reconstrução do World Trade Center
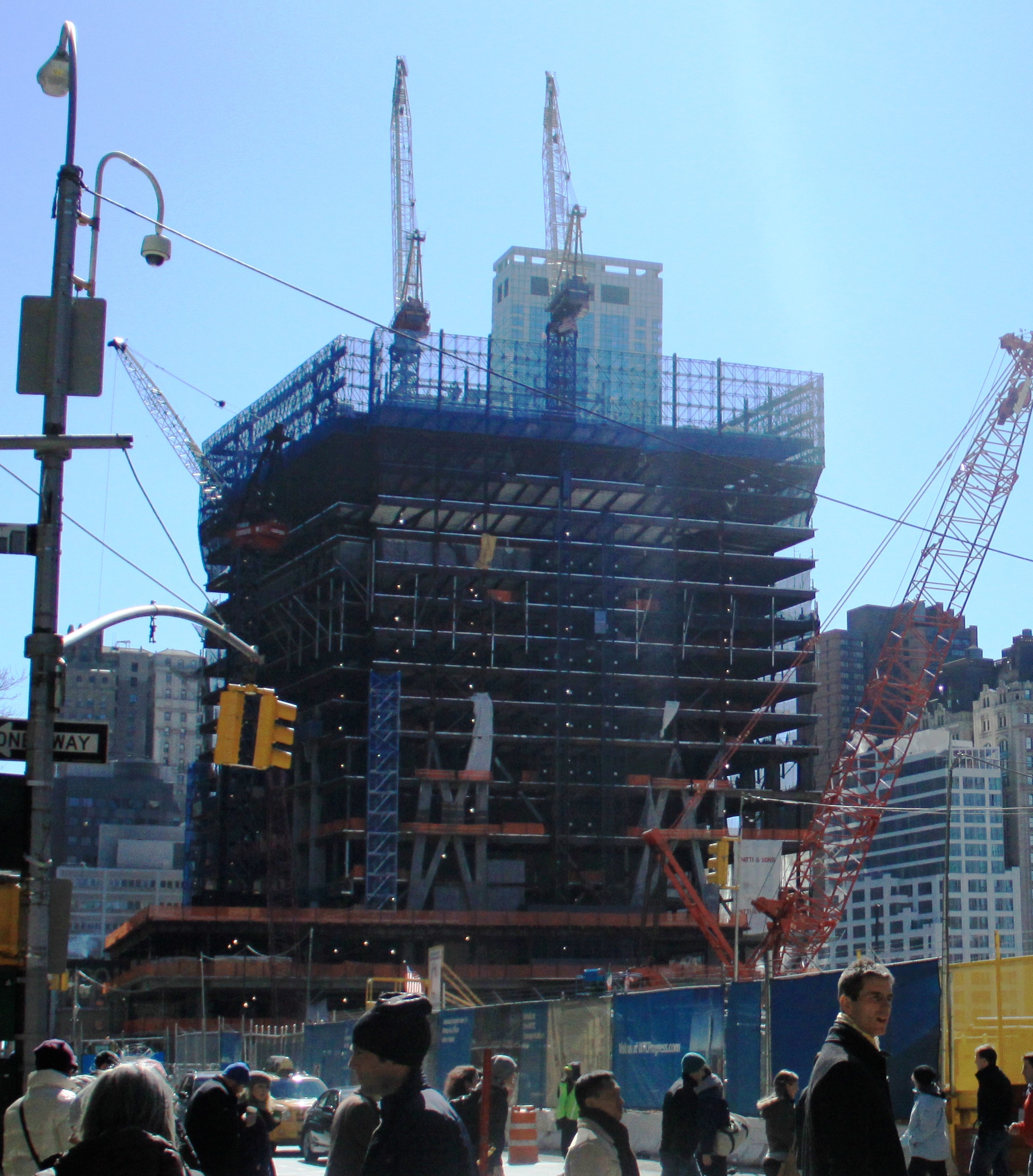
Em 26 de março de 2011
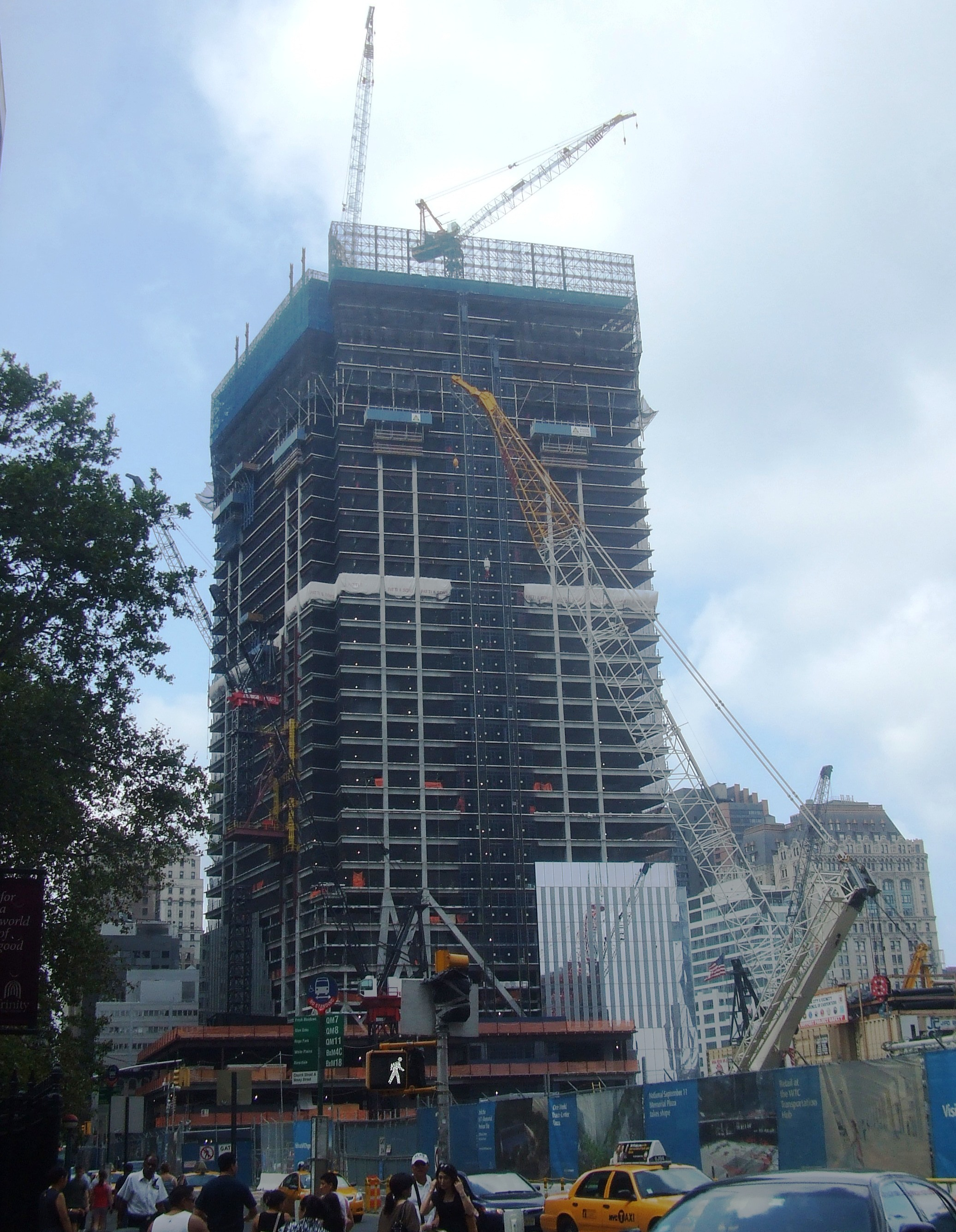
Em 7 de agosto de 2011
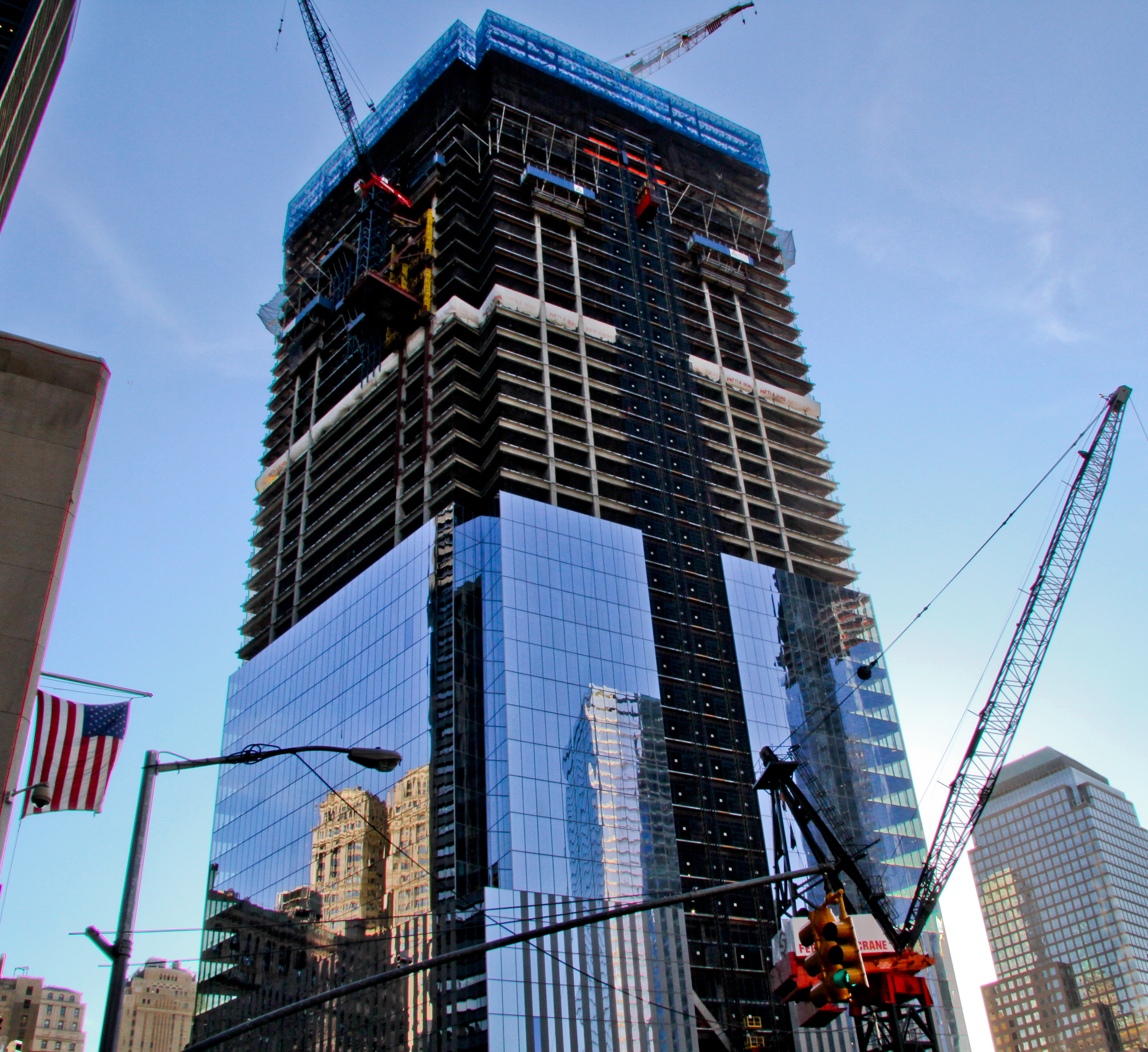
Em 4 de outubro de 2011
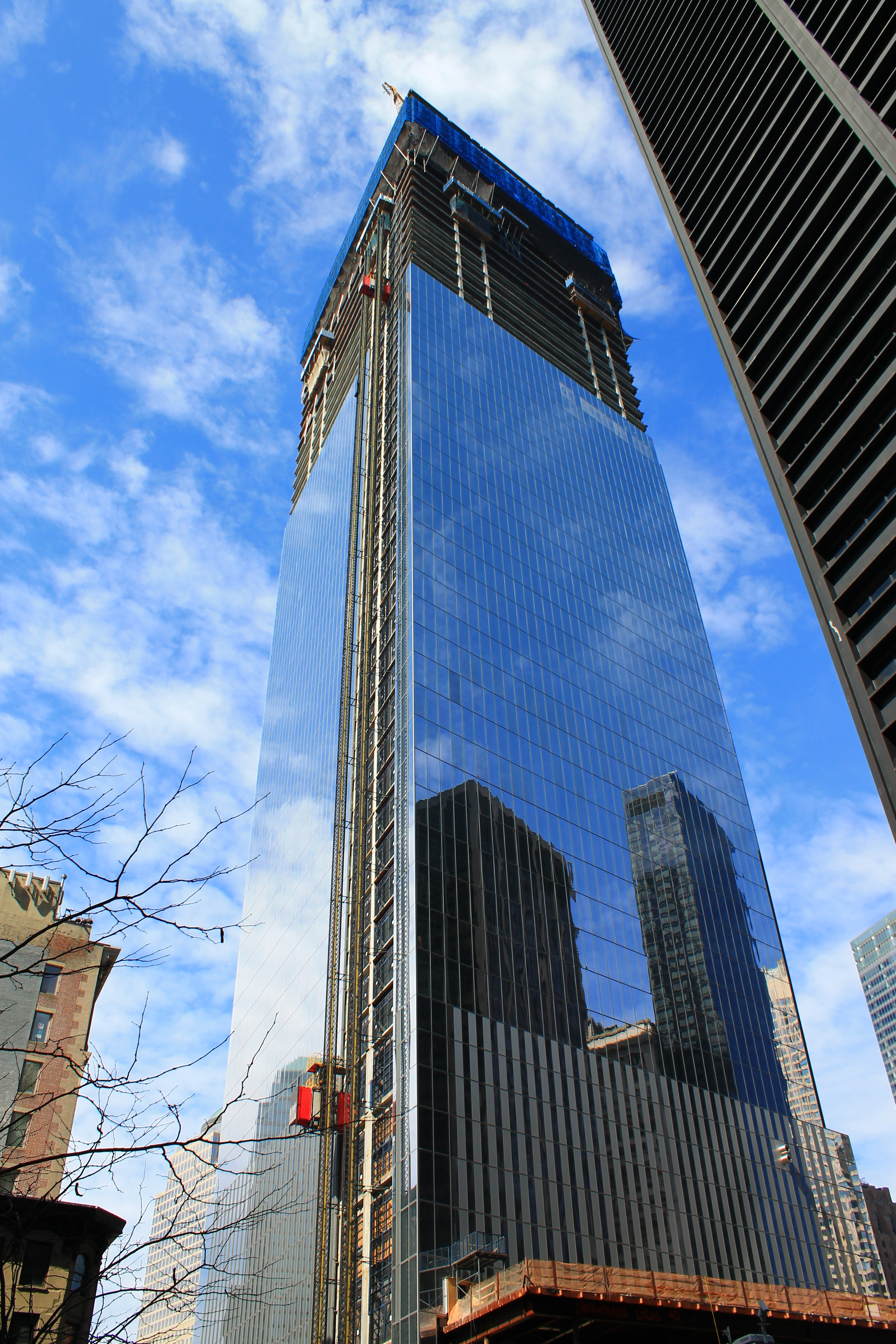
Em 12 de março de 2012
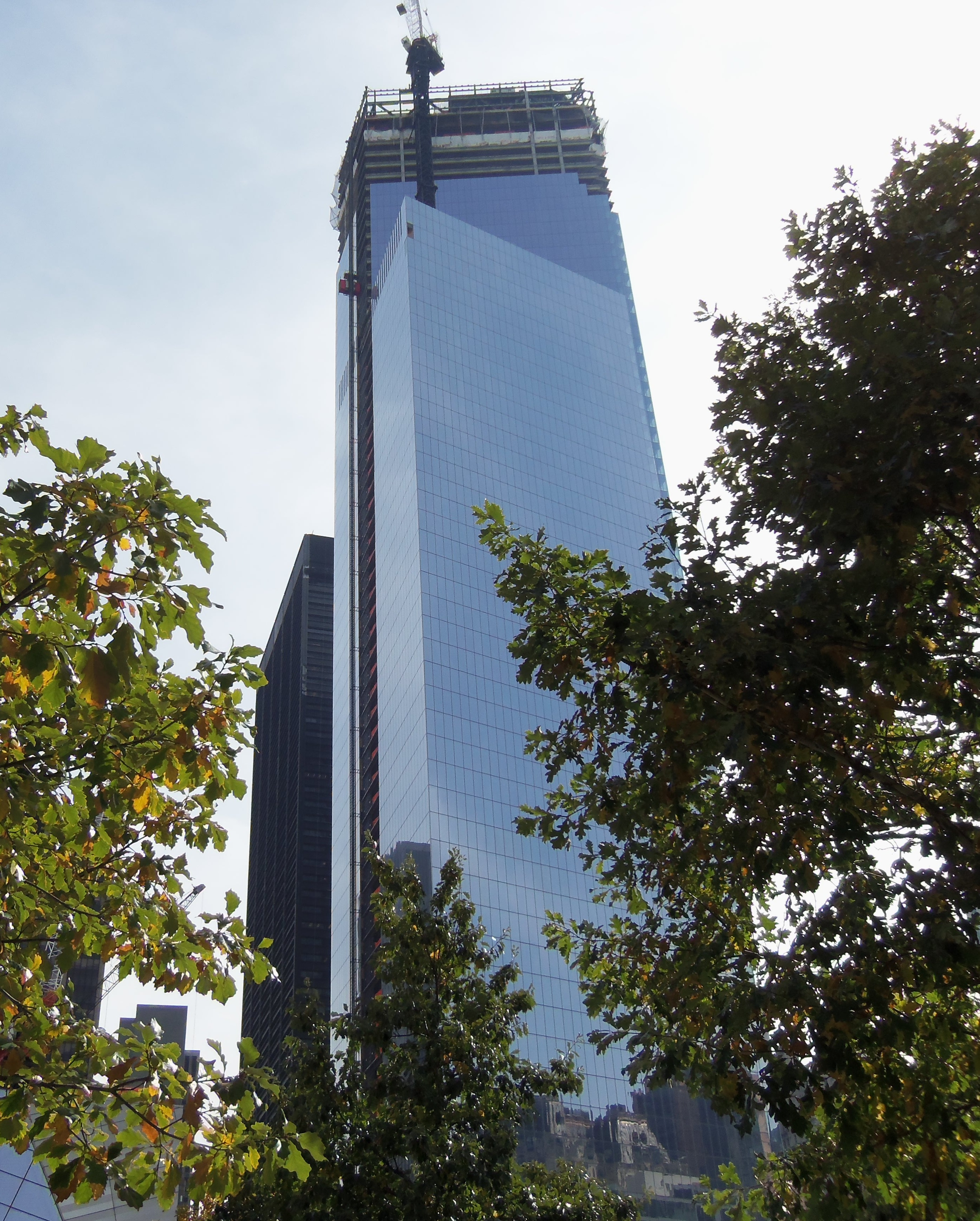
Em 17 de outubro de 2012